# Padriñán
La parroquia de San Ginés de Padriñán limita con la parroquia de Bordones, la de Adigna, la de Nantes y la Ría de Pontevedra. A esta parroquia pertenece la villa de Sangenjo, capital del municipio. Esta villa ha sufrido importantes modificaciones en su fisonomía debido a la explosión turística que ha experimentado, fruto de su inmejorable situación geográfica. Las típicas casas de pescadores y chalets de piedra de los primeros veraneantes han ido desapareciendo dejando su sitio a edificios de apartamentos, hostelería y restauración. Se extiende, de este a oeste por la ría, desde el mirador de Palacios hasta la Punta del Vicaño.

## Etimología
El topónimo "Padriñán" deriva de (villa) *Patriniani, forma en genitivo de Patrinianus, nombre de origen latino, derivado de Paternus, referido al antigo possessor de la villa medieval.

## Playas
Aparte de la ya señalada Playa de Silgar esta parroquia cuenta también con las playas de A Carabuxeira, Lavapanos, Panadeira, Barreiros y Os Barcos, todas ellas en el entorno urbano de Sangenjo, por lo que están dotadas de muy buenos servicios y fáciles accesos. 

## Monumentos
Entre los monumentos histórico artísticos más importantes de esta parroquia cabe destacar la Iglesia Vieja de Sangenjo, el Pazo del Virrey, el Pazo de Miraflores, el Pazo de los Patiño y el Novo Templo, sobre todo la primera y la última.

### Iglesia de San Xinés de Padriñán

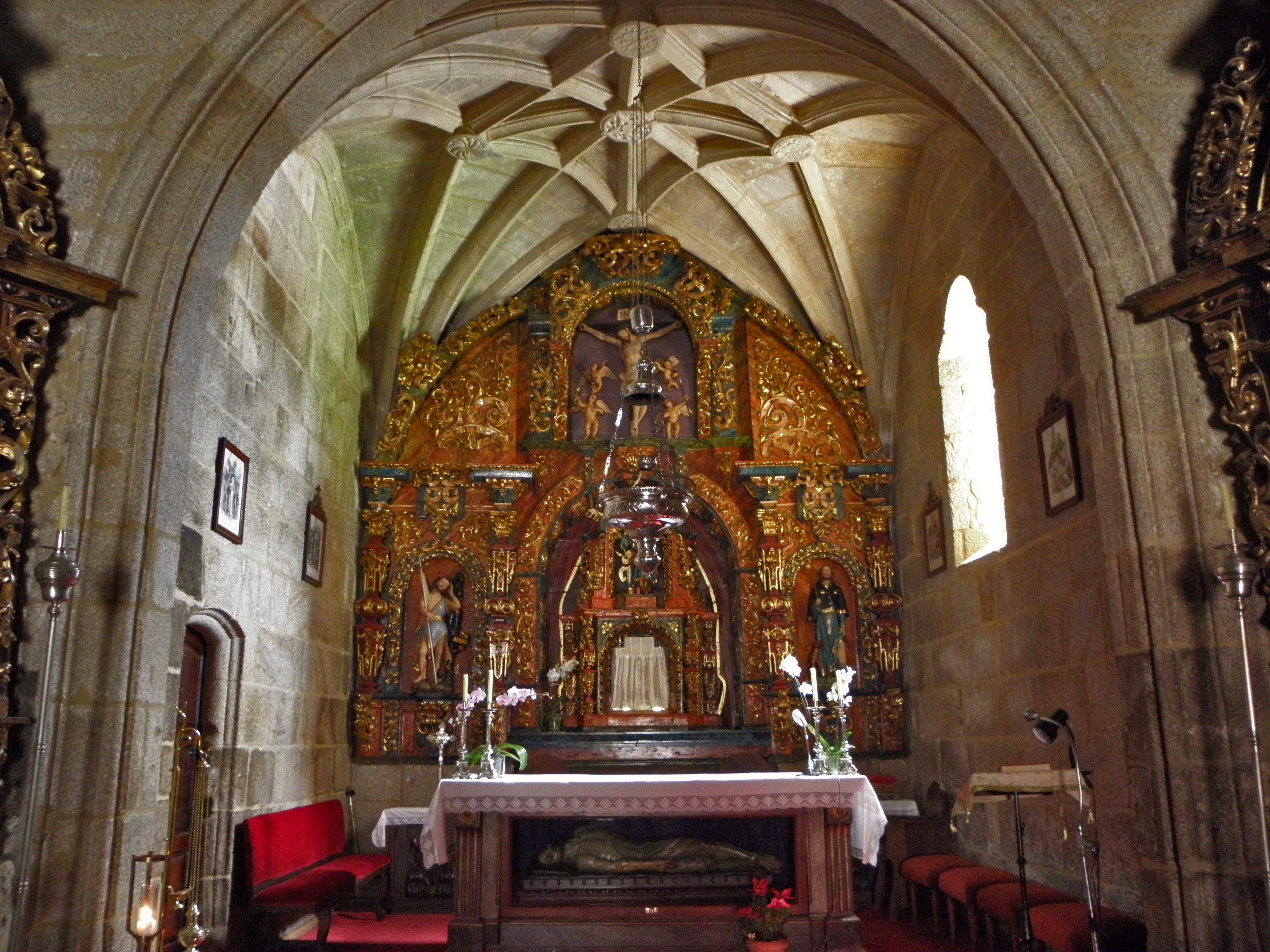
Interior de la iglesia

Fue construida a finales del siglo XV y sus líneas arquitectónicas corresponden al conocido como “estilo marinero”, estilo que se prolonga en Galicia hasta el siglo XVII y que corresponde al tipo de templos que las órdenes mendicantes levantaron desde el siglo XIV al XVI por toda la costa. En este tipo de templos se daba gran importancia al pórtico y al rosetón.
La iglesia está formada por una sola nave de planta rectangular, con un ábside de una sola capilla, más estrecho que la nave. Los muros de la fachada, de cantería, se encuentran reforzados por contrafuertes que terminan antes de alcanzar el alero del edificio.
El pórtico, orientado a poniente, destaca por su sencillez y austeridad. Originalmente el arco de la puerta debió ser de medio punto, aunque actualmente presenta un aspecto distinto. Sobre la puerta una pequeña imagen de la Virgen del Carmen con el Niño en brazos, y sobre esta un pequeño rosetón labrado en piedra.
En cuanto al interior consta de una sola nave de cuatro tramos cubierta por una estructura de madera sustentada por dos grandes arcos de sillería apuntados apoyados en pilares cuadrados. La capilla mayor es rectangular, con un arco apuntado a la entrada y bóveda de crucería estrellada con cinco claves.
Esta iglesia ha sufrido diversas transformaciones a lo largo del tiempo.

### Iglesia parroquial de Sangenjo (Nuevo Templo)
Esta iglesia, la más moderna de todas las iglesias del Municipio de Sangenjo y también la que tiene mayor capacidad, empezó a construirse en 1965 y rematándose las obras en 1976. El proyecto corresponde al arquitecto Gaspar Robles Echenique.
Está situada en pleno centro de la villa de Sangenjo, en la Calle Progreso, accediéndose desde dicha calle a través de una doble escalinata, ya que la iglesia está a una cota más alta.
El Nuevo Templo Parroquial de San Ginés de Padriñán llama la atención sobre todo por su singular forma, con una planta hexagonal. La cubierta es escalonada, de manera que a cada escalón los hexágonos se van girando con respecto al anterior. El acabado de la cubierta es de pizarra y el edificio está realizado completamente en piedra.
En el exterior el templo no tiene ningún tipo de ornamento, mientras en el interior destaca sobre todo una gran cruz, con un diseño actual.
Es evidente que el estilo de esta iglesia no tiene nada que ver con el del resto de las iglesias del municipio, ya que además de ser mucho más reciente, es de nueva planta, ya que no había ningún templo preexistente.

## Lugares
He aquí una lista de los lugares de Padriñán. Entre paréntesis aparece el nombre oficial y en gallego, si es que este difiere del español:
- Aldariz
- Carabuxeira (A Carabuxeira)
- Florida (A Florida)
- Fontoira
- Laxe (A Laxe)
- Miraflores
- Padriñán
- Palacios
- Reis
- Sangenjo (Sanxenxo)
- Seixal
- Seixalbo
- Vichona
- Vinquiño (O Vinquiño)